# Kalø Økologisk Landbrugsskole
Kalø Økologisk Landbrugsskole er en dansk økologisk landbrugsskole ved Egens Vig sydøst for Rønde på Djursland. Skolen specialiserer sig i dyrkning af økologisk landbrug og udbyder både en engelsk- og en dansksproget uddannelse til faglært landmand samt en uddannelse til produktionsleder.
Kalø Økologisk Landbrugsskole kom til verden den 1. marts 2003 ved en fusionering af Kalø Landboskole og Den Økologiske Jordbrugsskole

## Kendte elever
- Rasmus Vestergaard Madsen - dansk politiker for Enhedslisten[2]